# Гриффин, Рэнди (хоккеистка)
Рэнди Хи Су Гриффин (англ. Randi Hee Soo Griffin; кор. 랜디 희수 그리핀; род. 2 сентября 1988, Апекс, Северная Каролина) — американская и южнокорейская хоккеистка, эволюционный антрополог (доктор философии) и учёный по данным, лауреат спецпроекта Би-би-си «100 женщин» (2018).

## Биография
Родители Рэнди — Том и Лиз: Том — белый американец, а семья Лиз — выходцы из Республики Корея. До десяти лет Рэнди занималась фигурным катанием.
С 2006 по 2010 году обучалась в Гарвардском университете (эволюционная биология) и играла за студенческую хоккейную команду «Гарвард Кримсон». По окончании Гарварда вернулась в Северную Каролину и приступила к написанию диссертации по эволюции черепа приматов в Дьюкском университете. Параллельно, чтобы оставаться вовлеченной в спорт, она стала работать хоккейным тренером для подростков от 12 до 19 лет.
В 2014 году Рэнди получила электронное письмо от Корейской хоккейной ассоциации, которая искала хоккеистов с корейскими корнями для участия в зимних Олимпийских играх 2018 года в Пхёнчхане. Она долго сомневалась, что её не разыгрывают, так как скептически оценивала свою спортивную форму к тому моменту. Летом 2015 года, спустя пять лет после завершения карьеры игрока, Гриффин в первый раз приняла участие в тренировке корейской команды, товарищеских матчах с Казахстаном и корейской летней лиге. Второй такой сбор прошёл через год, а с января 2017 года Рэнди переехала в Республику Корея для подготовки к Играм, продолжая работу над диссертацией удалённо.
Первым официальным турниром в составе сборной Республики Корея для Гриффин стала группа A второго дивизиона чемпионата мира 2017 года, разыгранная в южнокорейском Канныне. Кореянки заняли первое место, получив на следующий год право выступать в группе B первого дивизиона чемпионата мира 2018 года, а сама Рэнди отметилась двумя результативными передачами. 
В январе 2018 года стало известно, что в женском хоккейном турнире Олимпийских игр 2018 года примет участие сборная объединённой Кореи, то есть составленная из игроков сборных как Республики Корея, так и КНДР. Первые две встречи кореянки проиграли соперницам из Швейцарии и Швеции с одинаковым счётом 0:8, а в третьем, проигранном сборной Японии со счётом 1:4, Гриффин стала автором первой заброшенной шайбы в истории команды. В итоге, уступив также в матчах утешительного турнира Швейцарии (0:2) и Швеции (1:6), женская сборная объединённой Кореи заняла последнее, восьмое место на зимних Играх.
Последним турниром в составе сборной для Гриффин стала группа B первого дивизиона чемпионата мира 2018 года, где Республика Корея остановилась в шаге от первого места, уступив его Италии, а сама Рэнди отметилась тремя очками по системе «гол + пас» (2 + 1).
В сезоне 2018/19 Гриффин вошла в состав команды NWHL «Коннектикут Уэйл», планируя тем самым поддерживать себя в форме для игр в составе сборной, однако уже в январе 2019 года она покинула клуб и больше профессионально в хоккей не играла.
В ноябре 2018 года стала лауреатом ежегодного спецпроекта Би-би-си «100 женщин»:

38) Рэнди Хису Гриффин, 30 — олимпийская хоккеистка и учёный по данным, США.
Рэнди бросила вызов критикам равной оплаты труда для женщин в хоккее с шайбой, используя данные, которые доказали, что они были так же популярны в социальных сетях, как и мужчины. Она также забила первый гол за олимпийскую сборную объединенной Кореи на Играх 2018 года.
Оригинальный текст (англ.)38) Randi Heesoo Griffin, 30 - Olympic hockey player and data scientist, US.

Randi challenged critics of equal pay for women in ice hockey, using data that proved they were as popular on social media as the men. She also scored the first goal for the United Korea Olympic team at the 2018 Games.
— Би-би-си
Работает старшим учёным по данным в Boston Consulting Group.